# ريتشارد الأول من كابوا
ريتشارد الأول درينغوت (توفي 1078) كان كونتًا على أفيرسا (1049-1078) وأمير كابوا (1058-1078). خاض معركة تشيفيتاتي ضد جيوش التحالف البابوي، وفي سعيه نحو السلطة حكم أفيرسا وباشر سياسة توسع إقليمية على حساب جيرانه اللومبارد وبعدها النورمان من عائلة هوتفيل.